# Cucullia ochribasis
Cucullia ochribasis là một loài bướm đêm trong họ Noctuidae.